# Polystachya
Polystachya Hook., 1824 è un genere di piante appartenente alla famiglia delle Orchidacee che comprende oltre 200 specie.
Il nome deriva dal greco polys (molto) e stàchys (spiga), per via delle numerose infiorescenze che alcune specie producono.

## Descrizione
Questo genere di orchidee comprende specie sia terrestri che epifite, caratterizzate dalla presenza di quattro pollinii. Alcune specie sono dotate di pseudobulbi e fusti fogliari.

## Biologia
La maggior parte delle specie si riproduce per impollinazione entomofila ad opera di insetti apoidei. Alcune specie, tra cui Polystachya concreta, possono praticare l'autoimpollinazione.

## Distribuzione e habitat
Originario prevalentemente dall'Africa tropicale, ne esistono tuttavia alcune specie che provengono dall'Asia e dall'America.

## Tassonomia

### Alcune specie
- Polystachia bicarinata – originaria del Kenya, Uganda e Tanzania, presenta pseudobulbi a forma di cono, le foglie sono lanceolate e i racemi sono penduli, i fiori possono raggiungere i 2 o 3 cm, hanno i petali rosa e il labello bianco
- Polystachia pubescens – originaria dell'Africa orientale e del sud Africa presenta pseudobulbi agglomerati ed è alta non più di 10 cm, i fiori sono profumati di colore giallo con piccole linee viola, il labello è pubescente all'interno (da cui il nome)
- Polystachia leonensis – originaria della Sierra Leone ha foglie corte e pseudobulbi di piccole dimensioni con rizomi striscianti, i piccoli fiori hanno stelo eretto e sono di colore verde con sfumature viola, il labello è di colore bianco con i lobi laterali viola

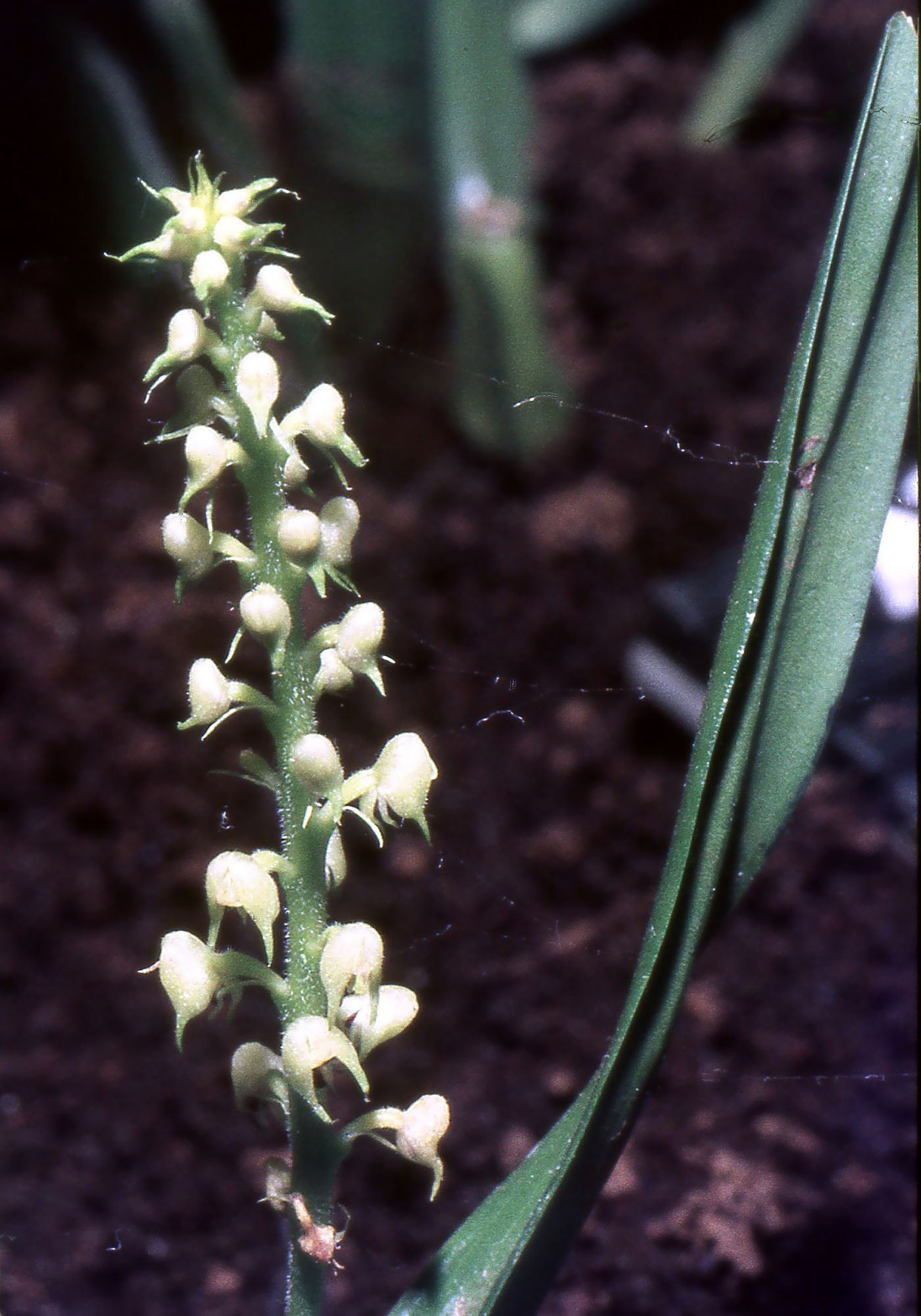
Polystachya adansoniae
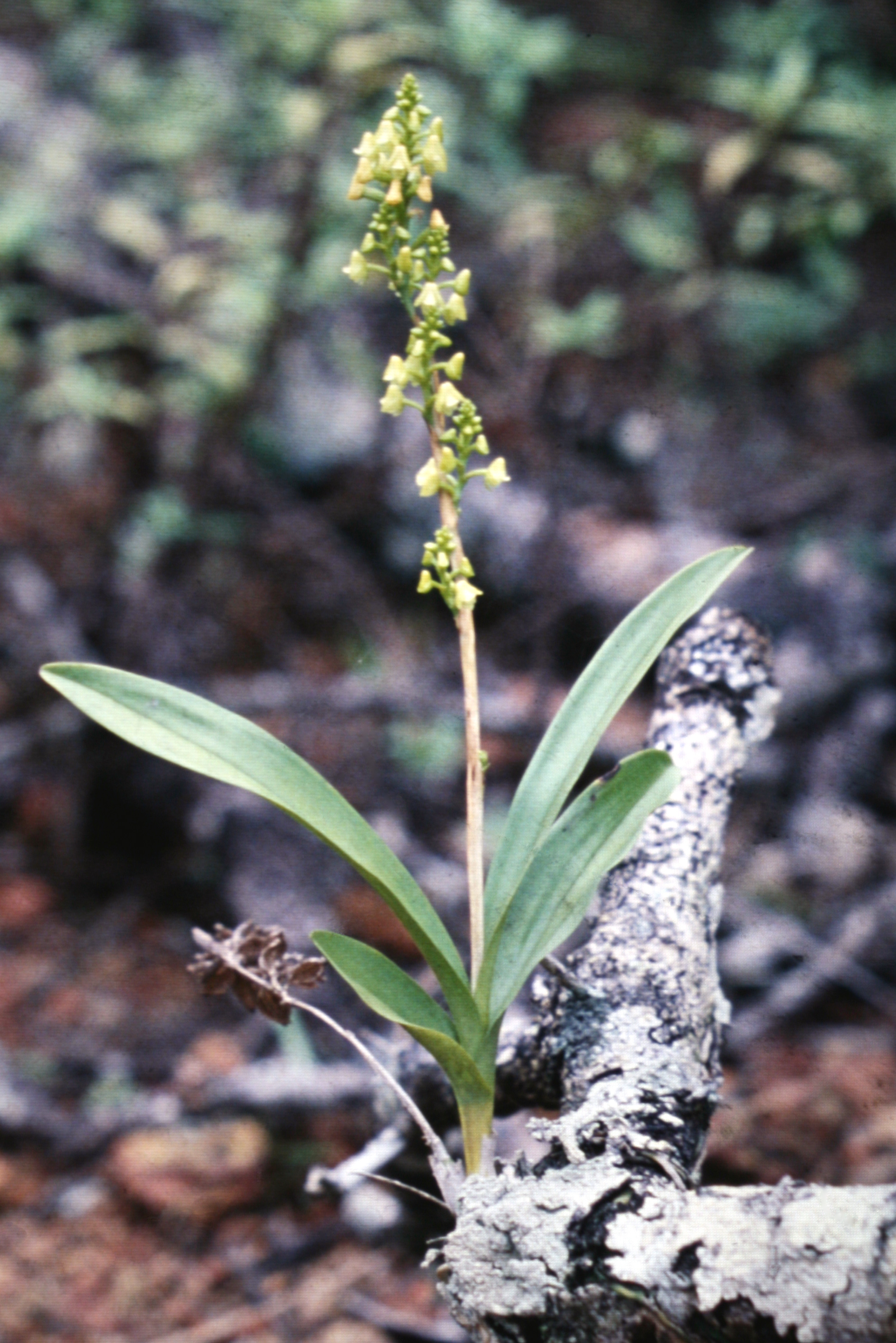
Polystachya concreta specie tipo
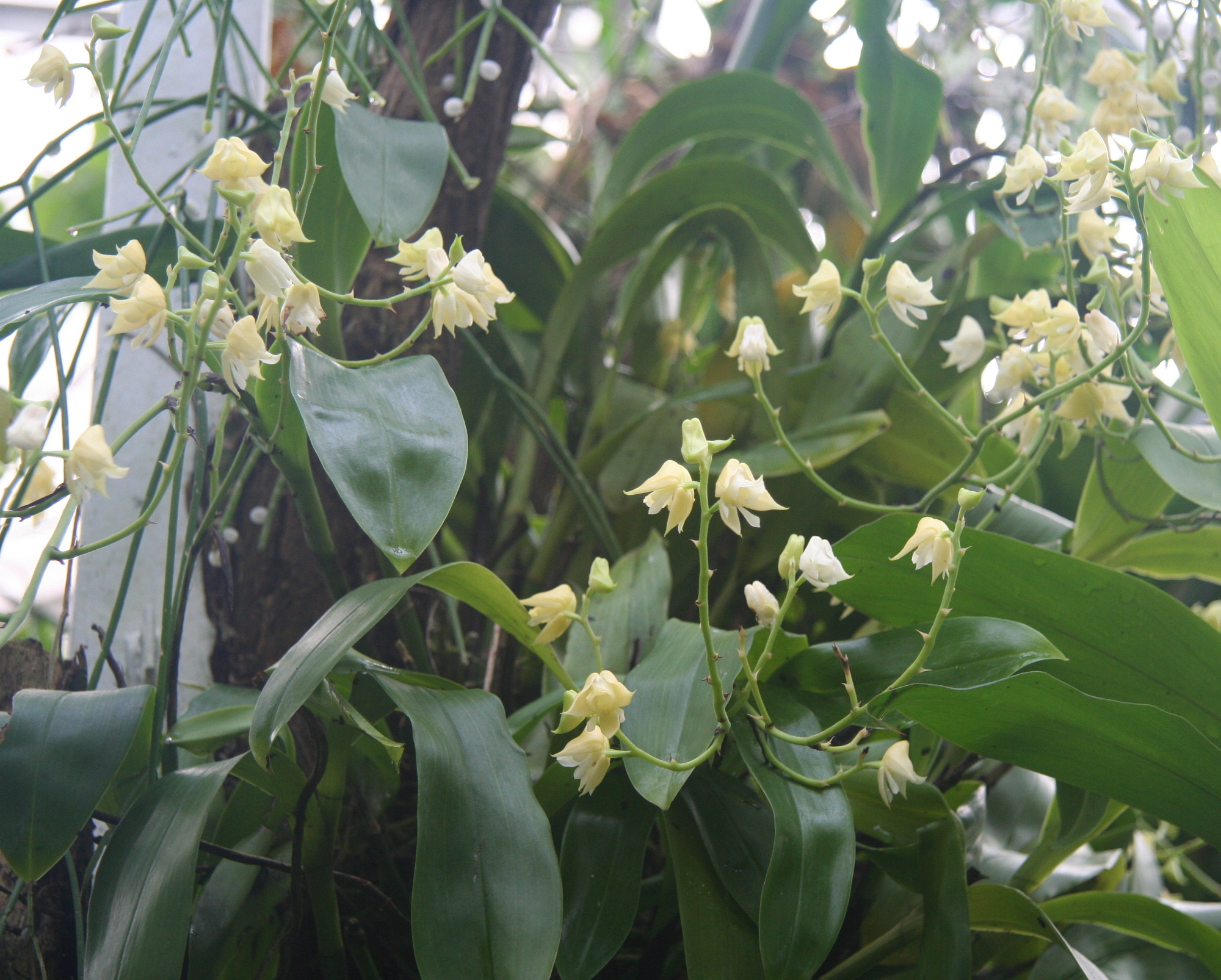
Polystachya laxiflora
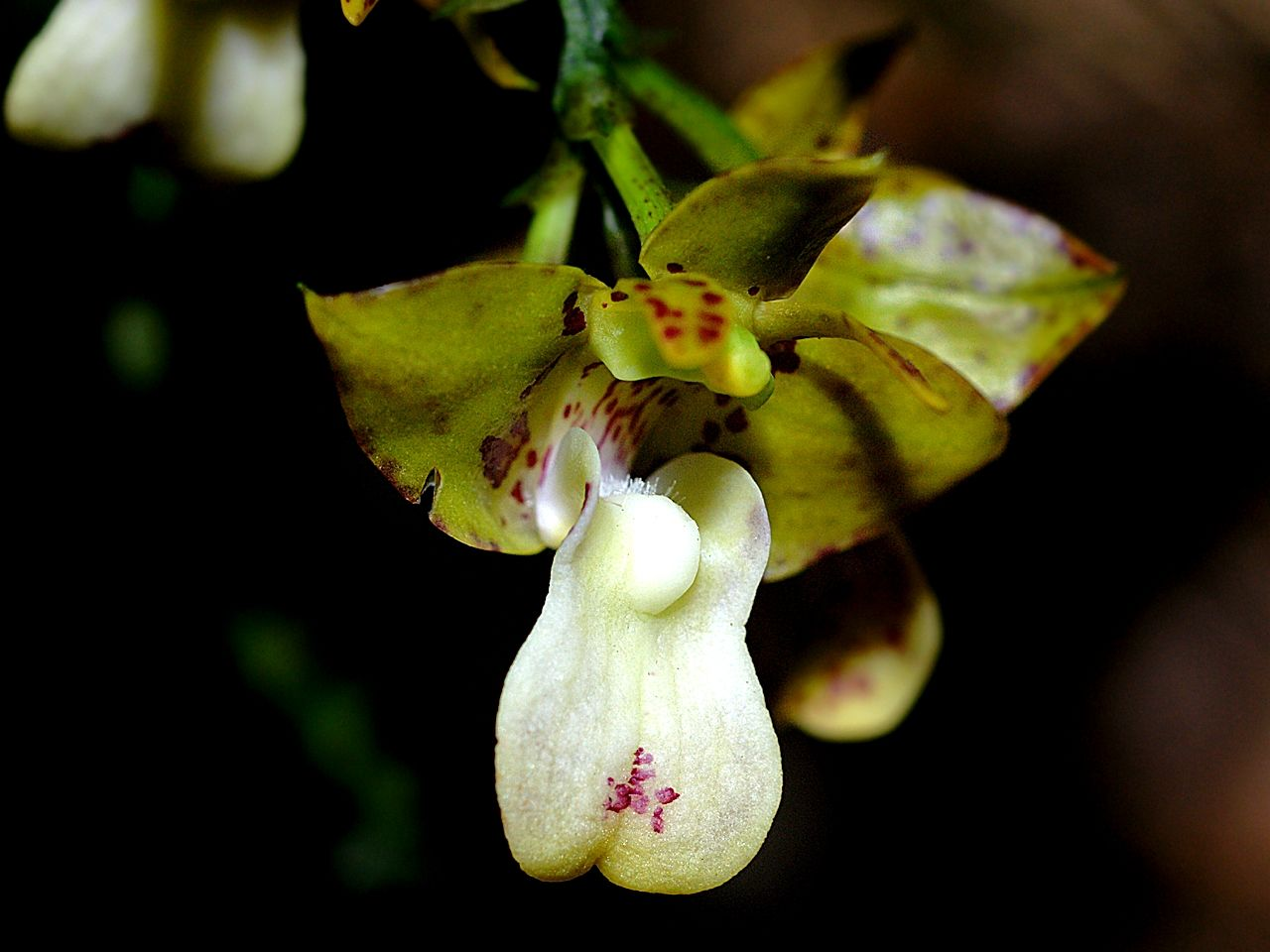
Polystachya maculata
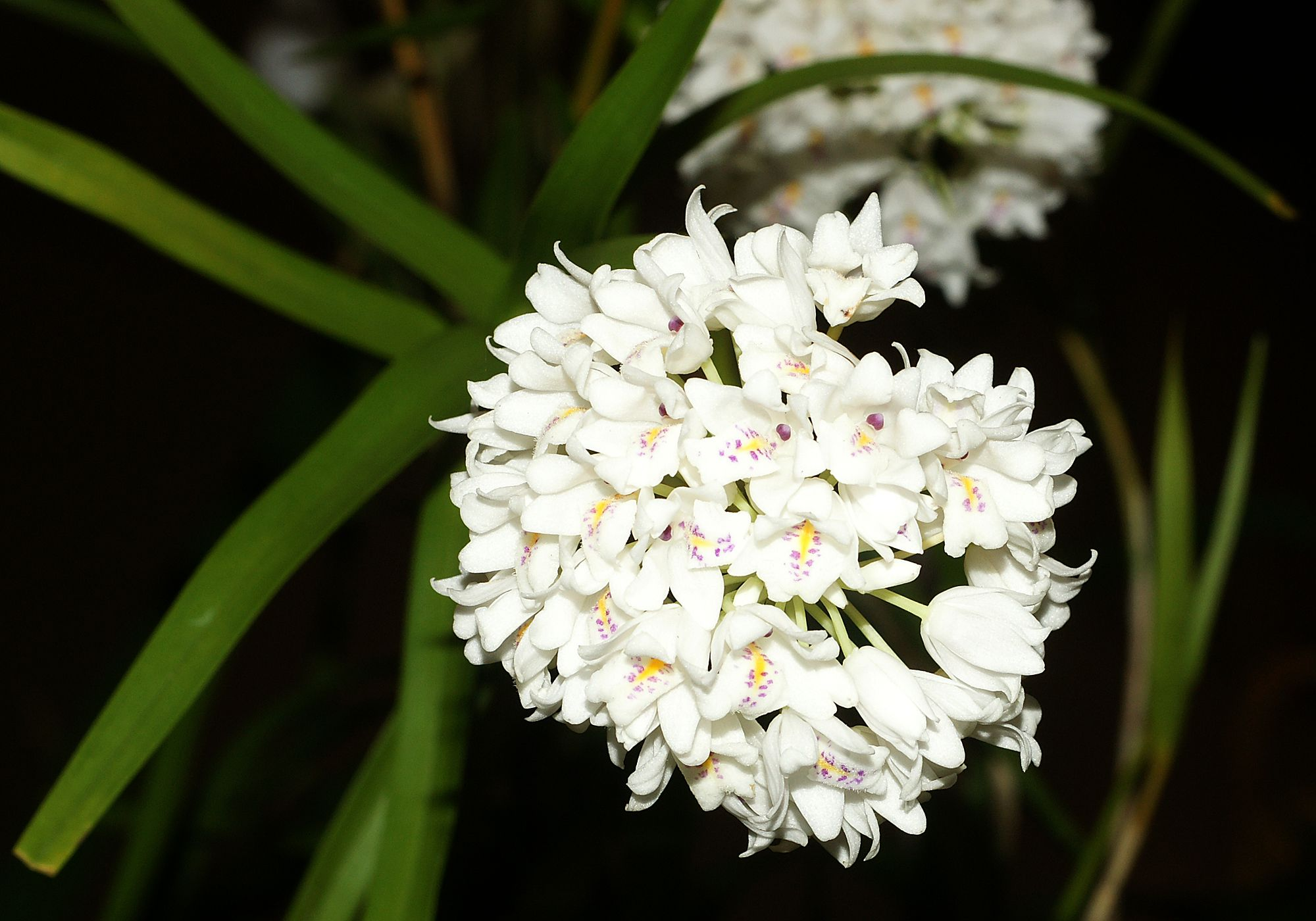
Polystachya neobenthamia
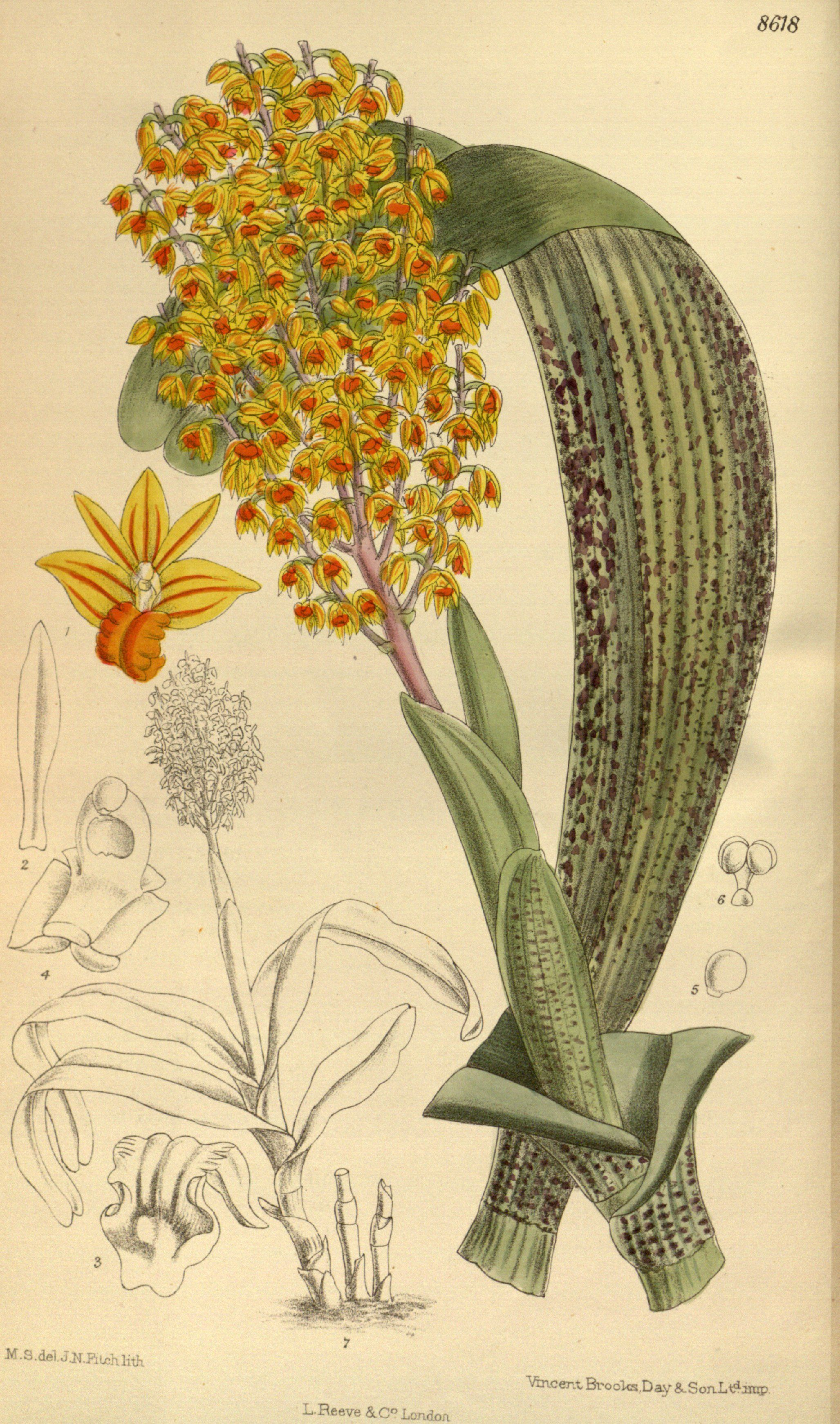
Polystachya paniculata
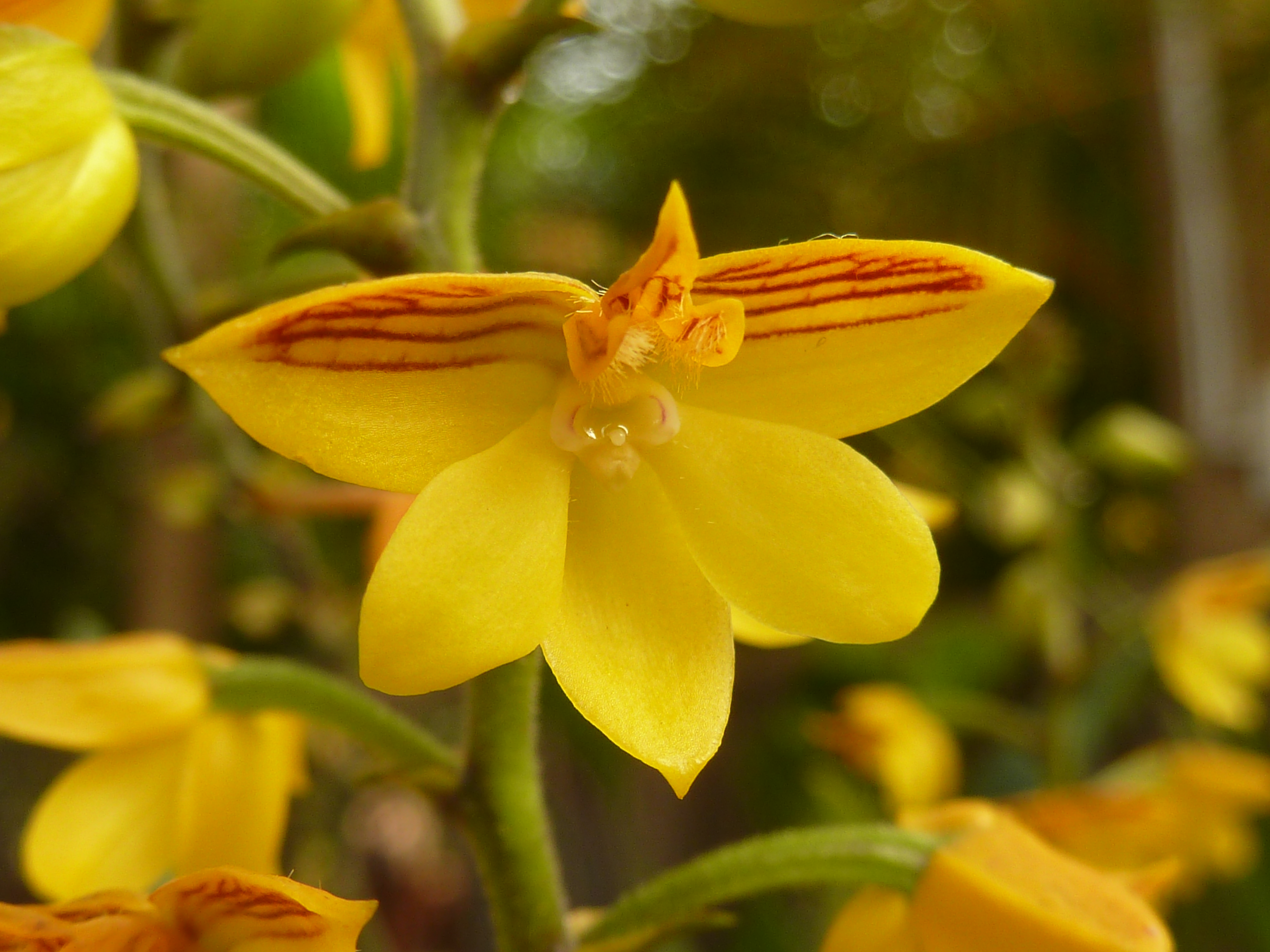
Polystachya pubescens
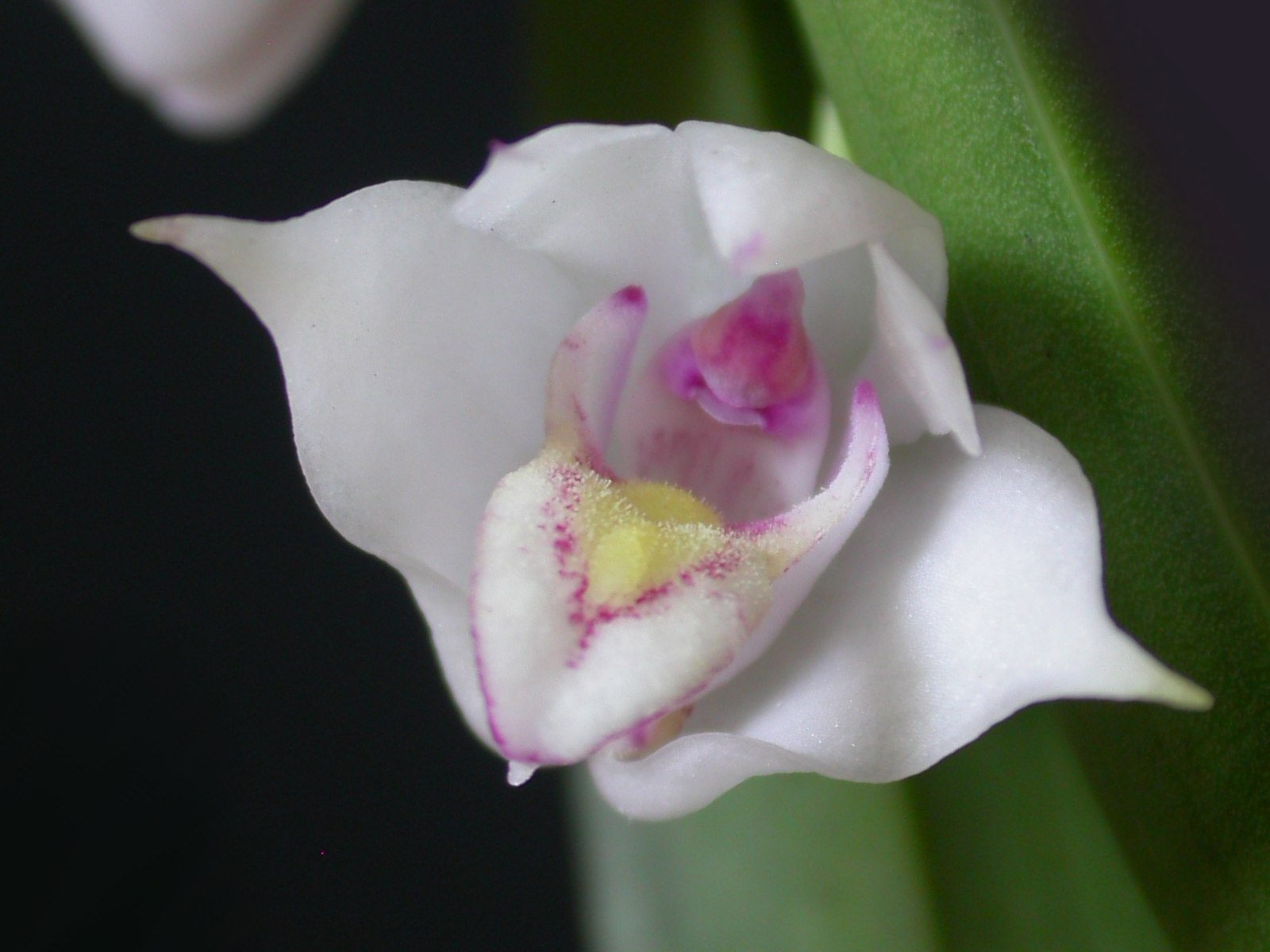
Polystachya subdiphylla
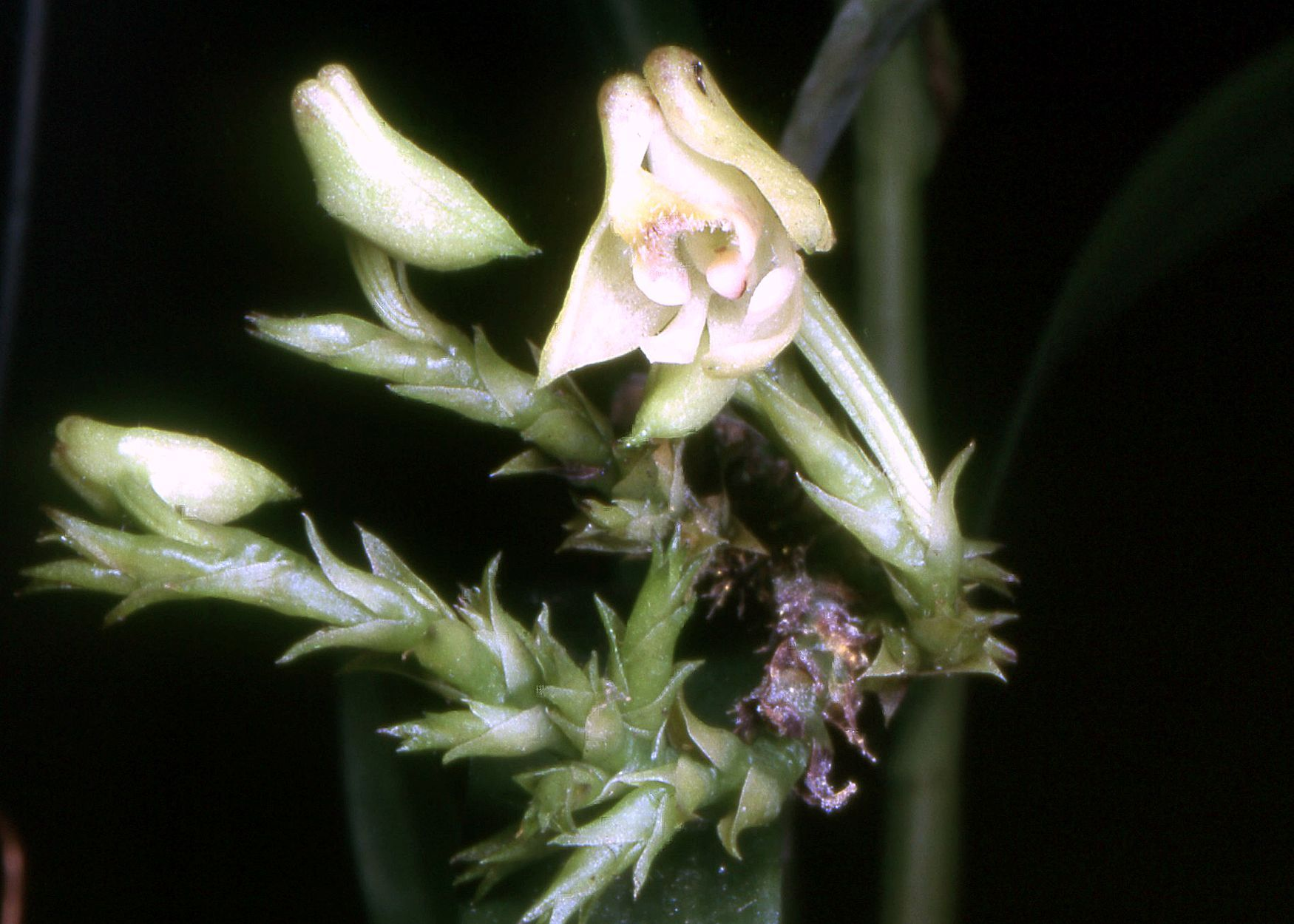
Polystachya transvaalensis

## Coltivazione
Per la coltivazione di questo genere di orchidee è necessaria una serra calda e umida dove nel periodo invernale la temperatura non scenda al di sotto dei 16 °C. Le piante vanno coltivate in vasi di piccole dimensioni con un terriccio composto da osmunda e sfagno in parti uguali.
Le annaffiature dovranno essere regolari e frequenti nel periodo estivo mentre dovranno essere molto ridotte in inverno, in modo da permettere un periodo di riposo alla pianta. La posizione dovrà essere ombreggiata; la moltiplicazione avviene per divisione della pianta nel periodo primaverile.